# Ornette!
Ornette! – piąty album Ornette’a Colemana dla nagraniowej firmy Atlantic.

## Charakterystyka albumu
Płyta ta nagrana jest już z nowym kontrabasistą Scottem LaFaro, który pojawił się na poprzednim albumie Free Jazz: A Collective Improvisation w kwartecie Colemana (album został nagany przez tzw. podwojony kwartet).
Różnica jest dość wyraźna, albowiem Charlie Haden dysponował pełnym, spokojnym tonem, wydawał się zawsze nieco wycofany i wtedy jeszcze raczej szybko, intuicyjnie reagował na muzyczne bodźce, niż je sam prowokował. Scott LaFaro był basistą bardziej bezpośrednim, pierwszoplanowym, jednak grał w wyższych rejestrach, co pozbawiało nagrania pewnej pełności i masywności.
Album został nagrany 31 stycznia 1961 r. Plonem sesji nagraniowej było siedem utworów, z których cztery: „W.R.U.”, „T.& T.”, „C.& D.” i „R.P.D.D.” ukazały się na Ornette!. Ponaddziesięciominutowy „Proof Readers” nie został wydany aż do 1993 r., kiedy ukazał się na 6-dyskowym zestawie Beauty Is a Rare Thing. The Complete Atlantic Recordings. Utwór „Check Up” znalazł się na Twins z 1971 r., a „The Alchemy of Scott LaFaro” – na The Art of the Improvisers.
Na liście najlepszych albumów jazzowych Piera Scaruffiego, autora A History of Jazz Music album ten zajął 6 miejsce na liście albumów 1962 roku. W najlepszych albumach dekady lat 60. – miejsce 43 (na 70 pozycji)

## Muzycy
- Ornette Coleman – saksofon altowy
- Don Cherry – trąbka kieszonkowa
- Scott LaFaro – kontrabas
- Ed Blackwell – perkusja

## Utwory

### Strona 1
| 1. | W.R.U. | 16:24 |
|    |        |       |
| 2. | T.& T. | 4:35  |
|    |        |       |
|    |        | 20:59 |
|    |        |       |

### Strona 2
| 1. | C.& D.   | 13:10 |
|    |          |       |
| 2. | R.P.D.D. | 9:38  |
|    |          |       |
|    |          | 22:48 |
|    |          |       |

## Opis płyty
- Producent – Nesuhi Ertegun
- Studio – Atlantic Recording Studios, Nowy Jork, Nowy Jork.
- Nagranie – wtorek 31 stycznia 1961, 3:00 po południu–7:30 wieczorem;
- Firma nagraniowa – Atlantic Records
- Numer katalogowy – 1378
- Data wydania – luty 1962
- Czas trwania – 43 min. 47 sek.
- Ilustracje – John Jagel